# Poinville
Poinville – miejscowość i gmina we Francji, w Regionie Centralnym, w departamencie Eure-et-Loir.
Według danych na rok 1990 gminę zamieszkiwało 100 osób, a gęstość zaludnienia wynosiła 12 osób/km² (wśród 1842 gmin Centre, Poinville plasuje się na 1032. miejscu pod względem liczby ludności, natomiast pod względem powierzchni na miejscu 1229.).